# Oestrophasia calva
Oestrophasia calva är en tvåvingeart som beskrevs av Daniel William Coquillett 1902. Oestrophasia calva ingår i släktet Oestrophasia och familjen parasitflugor. Inga underarter finns listade i Catalogue of Life.